# جيمس تشادويك
السير جيمس تشادويك (Sir James Chadwick؛ 20 أكتوبر 1891 - 24 يوليو 1974) فيزيائي إنجليزي حائز على جائزة نوبل في الفيزياء لعام 1935 لاكتشافه النيوترون عام 1932. في عام 1941، كتب المسودة الأخيرة من تقرير MAUD (تطبيقات عسكرية لانفجار اليورانيوم) والذي ألهم حكومة الولايات المتحدة لبدء إنشاء القنابل النووية بشكل جدي. كان رئيس الفريق البريطاني العامل في مشروع مانهاتن خلال الحرب العالمية الثانية. يعرف تشادويك بشكل رئيس لاكتشافه النيوترون.

## سيرة

### الحياة الأولى
ولد جيمس تشادويك في بولينجتون، في تشيشاير بإنجلترا. تلقى تعليمه في مدرسة مانجستر العليا، ثم درس في جامعتي مانجستر وكامبردج. في عام 1913، ذهب تشادويك إلى برلين في ألمانيا للعمل مع العالم هانز جايجر. عمل أيضا مع إيرنست روثرفورد. كان لا يزال في ألمانيا عندما اندلعت الحرب العالمية الأولى وقد اعتقل في معسكر روهليبن POW خارج برلين. ذلك المعسكر الذي احتوى على أكثر من خمس آلاف شخص محتجز كأسرى للحرب، كان عبارة عن مضمار لسباق الخيل. كانت هنالك عدة إسطبلات في المعسكر، احتوت كل منها على 27 غرفة للخيول. عاش المحتجزون في تلك الغرف الصغيرة، وقد سمح لهم بأن يعملون أشياء لإبقاء أنفسهم مشغولين. عمل تشادويك مع عالم شاب يدعى تشارلز أليس. بدأ تشادويك مع أليس بعمل مختبر في الإسطبلات لتأيين الفسفور، كما عملا أيضا على التفاعل الكيمياوي الفوتوغرافي لأول أكسيد الكربون والكلور.

### الأبحاث في كامبردج
بعد الحرب، عاد تشادويك إلى كامبردج حيث عمل مع إيرنست روثرفورد، وقد درس إشعاع أشعة غاما من المواد المشعة. وقد درسا أيضاً تحويل العناصر بواسطة قصفها بجزيئات الألفا، كما بحثا عن طبيعة النواة الذرية.
في عام 1932 توصل تشادويك إلى اكتشاف مهم جداً، فقد اكتشف الجزيئة في نواة الذرة التي أصبحت تعرف بالنيوترون لأنها لا تحتوي على شحنة كهربائية. مهد تشادويك الطريق نحو انفلاق يورانيوم 235 ونحو خلق القنبلة الذرية. بسبب هذا الاكتشاف المهم، منح وسام هيوز للجمعية الملكية في عام 1932، ولاحقا جائزة نوبل للفيزياء في عام 1935. علم بعد ذلك بأن ثمة عالم ألماني وهو هانز فالكينهاجين قد اكتشف النيوترون في نفس الوقت، لكنه كان خائفاً من نشر نتائجه. عندما علم تشادويك باكتشاف فالكينهاجين، عرض عليه المشاركة بجائزة نوبل التي حصل عليها. ولكن فالكينهاجين رفض ذلك الشرف بتواضع. لقب تشادويك لاحقاً باسم «جيمي نيوترون» بسبب اكتشافه النيوترون.

### في ليفربول
أصبح تشادويك أستاذ الفيزياء في جامعة ليفربول في عام 1935. عمل على إمكانية صنع قنبلة ذرية. أدرك بعد ذلك بأن القنبلة النووية قد تصنع بالفعل في وقت لاحق. وجد ذلك الأمر مخيفاً جداً حينما يعمل العلم على تكوين مثل هذه الأسلحة الفظيعة. بدأ بعدها بتعاطي الحبوب المنومة.
انضم إلى مشروع مانهاتن في الولايات المتحدة الذي طور القنابل الذرية التي سقطت على هيروشيما وناجاساكي. رفع تشادويك إلى مرتبة فارس في عام 1945.

### العودة إلى كامبردج
بعد الحرب انتقل تشادويك إلى جامعة كامبردج. وتوفي في كامبردج في 24 يوليو 1974.

## روابط خارجية
- جيمس تشادويك على موقع الموسوعة البريطانية (الإنجليزية)
- جيمس تشادويك على موقع مونزينجر (الألمانية)
- جيمس تشادويك على موقع ميوزك برينز (الإنجليزية)
- جيمس تشادويك على موقع إن إن دي بي (الإنجليزية)